# Chizu
Chizu (智頭町?) è una cittadina giapponese della prefettura di Tottori.